# Vilho Ylönen

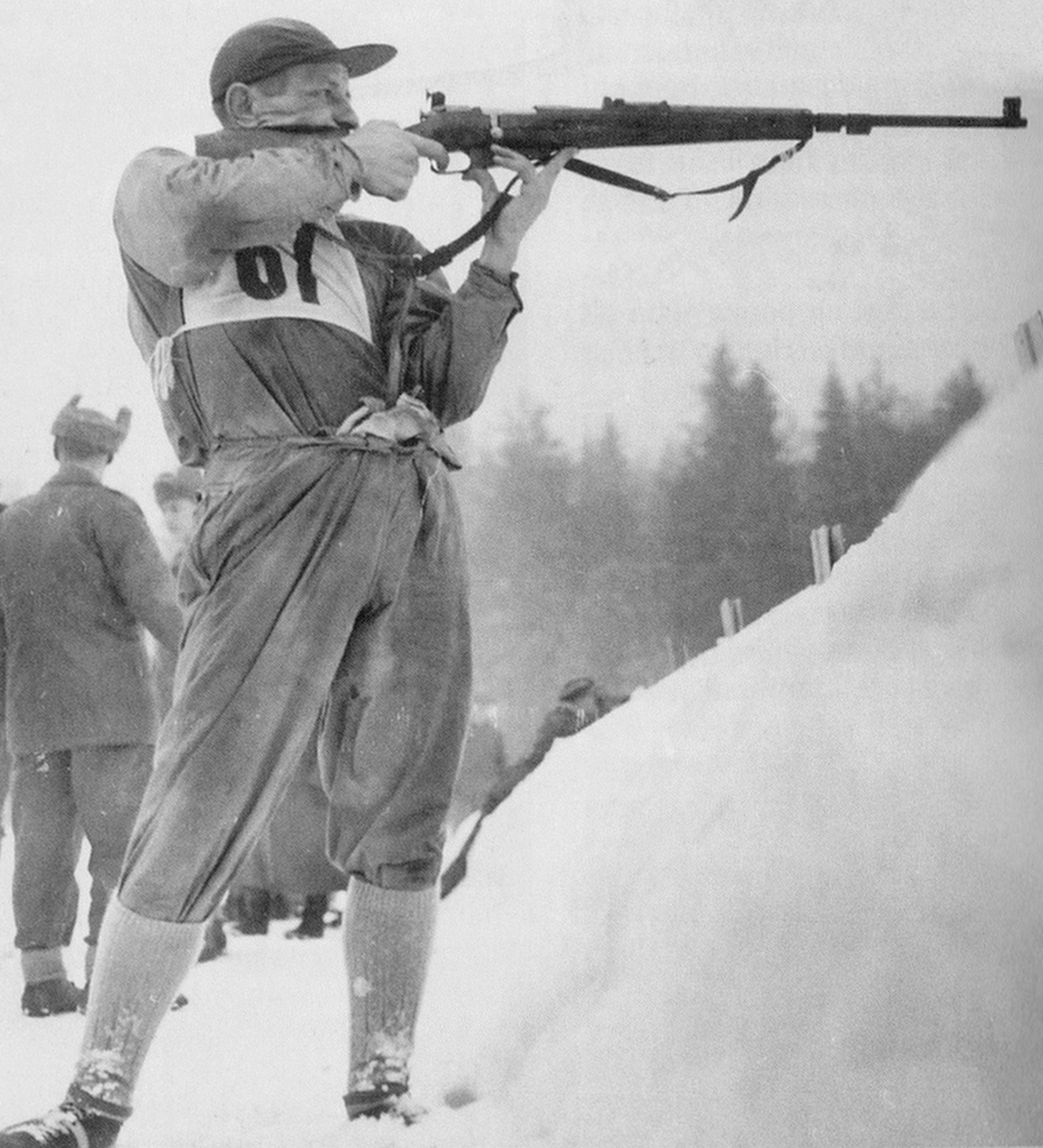
Vilho Ylönen bei den 1. Schieß-Europameisterschaften 300 Meter 1959 in Winterthur.

Vilho Ilmari Ylönen (* 31. Mai 1918 in Hankasalmi; † 8. März 2000 in Konnevesi) war ein finnischer Skisportler und Sportschütze.
Bei den Olympischen Winterspielen 1948 war er im Dienstgrad Kersantti Teilnehmer der finnischen Mannschaft beim Demonstrationsbewerb Militärpatrouille, die in dieser Disziplin die Silbermedaille gewann.
Bei den Olympischen Sommerspielen 1952 in Helsinki wurde er hinter Erling Kongshaug Zweiter in der Disziplin Kleinkaliber Dreistellungskampf und 1956 in Melbourne hinter Wassili Borissow und Allan Erdman Dritter in der Disziplin Freies Gewehr Dreistellungskampf. 1958 wurde er zum finnischen Sportler des Jahres des Jahres gewählt. 1959 fanden in Winterthur die 1. Schieß-Europameisterschaften 300 Meter statt, bei denen Ylönen in der Disziplin 300 Meter liegend die Silbermedaille gewinnen konnte. Bei den Olympischen Sommerspielen 1960 erzielte er in der Disziplin Freies Gewehr Dreistellungskampf den vierten Platz und wurde in der Kategorie Kleinkaliber liegend Siebzehnter. Ylönen trat erneut bei den Olympischen Sommerspielen 1964 in Tokio an, wo er im Kleinkaliber Dreistellungskampf Platz 15 und im Kleinkaliber liegend Platz 43 belegte.
Beruflich war Vilho Ylönen in seine Offizierslaufbahn bei den finnischen Luftstreitkräften eingebunden. Nach seinem Ausscheiden aus militärischem Dienst war er als Repräsentant für den Waffenhersteller Tikkakoski tätig.